# 加納陸
加納 陸（かのう りく、1997年11月16日 - ）は、日本の元プロボクサー。兵庫県川西市出身。大成ボクシングジム所属。

## 人物
姉はグラビアアイドルの加納葉月。

## 来歴
小学4年生からボクシングを始め、6年生の時にはU-15大会で優勝した。
2013年、フィリピンでプロデビュー。
2014年12月9日、タイのバンコクでマディット・サダとWBAアジアミニマム級王座決定戦を行い、12回3-0（120-108×3）判定勝ちで王座獲得に成功した。
2015年6月7日、三田市でマリホット・フタジュルとミニマム級6回戦を戦い、3回1分30秒KO勝ちで日本デビュー戦を白星で飾った。
2016年5月8日、三田市総合文化ホールでOPBF東洋太平洋ミニマム級1位のメルリト・サビージョとOPBF東洋太平洋ミニマム級暫定王座決定戦を行い、12回2-1（117-111×2、113-115）判定勝ちで暫定王座獲得に成功した。
2016年8月20日、三田市駒ヶ谷公園体育館でWBO2位の高山勝成とWBO世界ミニマム級王座決定戦を行い、6回（56-59、55-59、56-58）負傷判定負けで王座獲得に失敗した。
2017年5月5日、三田市総合文化センター郷で行われた「三田から世界へ10」にてWBOアジアパシフィック・ミニマム級2位のジェリー・トモグダンとWBOアジアパシフィック・ミニマム級王座決定戦を行い、6回1分56秒KO負けで王座獲得に失敗した。
2018年8月24日、後楽園ホールで行われた「DANGAN215」にて日本ミニマム級王者小野心に挑戦し、8回2分46秒TKO負けで王座獲得に失敗した。
2019年5月26日、大阪市大第二体育館でメクティソン・マルガンティとWBC世界ライトフライ級ユース王座決定戦を行い、8回2分42秒TKO勝ちで王座獲得に成功した。
2020年11月23日、三田市総合文化センター郷の音ホールでWBOアジアパシフィックライトフライ級王座を懸けて平井亮輝と対戦。3回に平井の右でダウンしたものの、挽回し12回2-1（116-111、114-113、113-114）で判定勝ちを収め、王座獲得に成功した。
2021年7月23日、エディオンアリーナ大阪第二競技場で、WBOアジアパシフィックライトフライ級1位の榮拓海と対戦し、9回2分12秒TKO勝ちを収め、初防衛に成功した。
2022年2月14日付でWBOアジアパシフィックライトフライ級王座を返上した。
2022年9月3日、エディオンアリーナ大阪第二競技場で行われた「駅近ドットコムプレゼンツ三田から世界へ19」にて井上夕雅とWBOアジアパシフィックフライ級王座決定戦を行い、12回3-0(116-112、115-113×2)で判定勝ちを収め、王座獲得に成功した。
2023年4月16日、エディオンアリーナ大阪第二競技場で行われた「南栄商事株式会社プレゼンツ三田から世界へ21」にてWBOアジアパシフィックフライ級10位の亀山大輝と対戦し、12回1-1（114-114、113-115、115-113）のドローで初防衛に成功した。
2023年6月12日付でWBOアジアパシフィックフライ級王座を返上した。
2024年4月14日、エディオンアリーナ大阪第二競技場で行われる「南栄商事株式会社・株式会社ソニックブームプレゼンツ三田から世界へ24×最強マッチ3」にてタイ国スーパーフライ級10位のジャッカパン・セーントーンと51.5kg契約8回戦で対戦する予定だったが、IBF・WBO世界フライ級統一王者のジェシー・ロドリゲスが両王座返上したことに伴いWBO世界同級1位の加納と同級2位のアンソニー・オラスクアガとの間でWBO世界同級王座決定戦が行われることになったためジャッカパンとの試合は中止になった。同日に行われた興行内では加納はリング上にて試合が中止になったことについて謝罪した上で王座決定戦が内定したことを報告した。
2024年7月20日、両国国技館で行われた「Prime Video Presents Live Boxing 9」にて2度目の世界王座挑戦としてWBO世界フライ級2位のアンソニー・オラスクアガとWBO世界同級王座決定戦を行うも、3回2分50秒KO負けを喫し王座獲得に失敗した。
2025年3月7日、オラスクアガ戦を最後に現役引退を表明した
。

## 獲得タイトル
- WBAアジアミニマム級王座（防衛0=返上）
- OPBF東洋太平洋ミニマム級暫定王座（防衛0=返上）
- WBC世界ライトフライ級ユース王座（防衛0=返上）
- WBOアジアパシフィックライトフライ級王座（防衛1=返上）
- WBOアジアパシフィックフライ級王座（防衛1=返上）

## 戦績
- プロボクシング：29戦 22勝 (11KO) 5敗 2分

| 戦           | 日付           | 勝敗 | 時間    | 内容         | 対戦相手                       | 国籍           | 備考                                          |
| ------------ | -------------- | ---- | ------- | ------------ | ------------------------------ | -------------- | --------------------------------------------- |
| 1            | 2013年12月7日  | ★    | 4R      | 判定 0-2     | ベンジー・バルトロメ           | フィリピン     | プロデビュー戦                                |
| 2            | 2014年3月22日  | ☆    | 4R      | 判定 3-0     | ロニー・レジノ                 | フィリピン     |                                               |
| 3            | 2014年5月10日  | △    | 4R      | 判定 0-1     | ビセンテ・モンテシーノ         | フィリピン     |                                               |
| 4            | 2014年7月10日  | ☆    | 3R      | KO           | ペッチブーン・シットサイトーン | タイ           |                                               |
| 5            | 2014年9月12日  | ☆    | 6R      | KO           | サカドペッチ・ソーカニツォーン | タイ           |                                               |
| 6            | 2014年11月14日 | ☆    | 5R      | KO           | ウィッタヤ・シットサイトーン   | タイ           |                                               |
| 7            | 2014年12月9日  | ☆    | 12R     | 判定 3-0     | マディット・サダ               | インドネシア   | WBAアジアミニマム級王座決定戦                 |
| 8            | 2015年6月7日   | ☆    | 3R 1:30 | KO           | マリホット・フタジュル         | インドネシア   |                                               |
| 9            | 2015年9月27日  | ☆    | 6R      | 判定 3-0     | 松井謙太（三河）               | 日本           |                                               |
| 10           | 2015年12月27日 | ☆    | 8R      | 判定 3-0     | ピグミー・ゴーキャットジム     | タイ           |                                               |
| 11           | 2016年2月26日  | ☆    | 1R 1:04 | KO           | チャイチャナ・ポポラオス       | タイ           |                                               |
| 12           | 2016年5月8日   | ☆    | 12R     | 判定 2-1     | メルリト・サビーリョ           | フィリピン     | OPBF東洋太平洋ミニマム級暫定王座決定戦        |
| 13           | 2016年8月20日  | ★    | 6R 0:58 | 負傷判定 0-3 | 高山勝成（仲里）               | 日本           | WBO世界ミニマム級王座決定戦                   |
| 14           | 2016年12月11日 | ☆    | 3R 0:21 | TKO          | トードギャッド・ウィーラチョン | タイ           |                                               |
| 15           | 2017年5月5日   | ★    | 6R 1:56 | KO           | ジェリー・トモグダン           | フィリピン     | WBOアジアパシフィックミニマム級王座決定戦     |
| 16           | 2017年11月5日  | ☆    | 8R      | 判定 2-0     | 春口直也（橋口）               | 日本           |                                               |
| 17           | 2018年4月29日  | ☆    | 1R 1:22 | KO           | キッティサク・カームロン       | タイ           |                                               |
| 18           | 2018年8月24日  | ★    | 8R 2:46 | TKO          | 小野心（ワタナベ）             | 日本           | 日本ミニマム級タイトルマッチ                  |
| 19           | 2018年12月2日  | ☆    | 8R      | 判定 3-0     | 寺次孝有希（ミサイル工藤）     | 日本           |                                               |
| 20           | 2019年5月26日  | ☆    | 8R 2:42 | KO           | メクティソン・マルガンティ     | フィリピン     | WBC世界ミニマム級ユース王座決定戦             |
| 21           | 2019年11月17日 | ☆    | 8R      | 判定 2-0     | 見村徹弥（千里馬神戸）         | 日本           |                                               |
| 22           | 2020年11月23日 | ☆    | 12R     | 判定 2-1     | 平井亮輝（千里馬神戸）         | 日本           | WBOアジアパシフィックライトフライ級王座決定戦 |
| 23           | 2021年7月23日  | ☆    | 9R 2:12 | TKO          | 榮拓海（折尾）                 | 日本           | WBOアジアパシフィック防衛1                    |
| 24           | 2022年4月24日  | ☆    | 2R 2:42 | TKO          | サンチャイ・ヨッブン           | タイ           |                                               |
| 25           | 2022年9月3日   | ☆    | 12R     | 判定 3-0     | 井上夕雅（真正）               | 日本           | WBOアジアパシフィックフライ級王座決定戦       |
| 26           | 2023年4月16日  | △    | 12R     | 判定 1-1     | 亀山大輝（ワタナベ）           | 日本           | WBOアジアパシフィック防衛1                    |
| 27           | 2023年9月10日  | ☆    | 8R      | 判定 3-0     | キティデッチ・ヒルンサク       | タイ           |                                               |
| 28           | 2023年12月10日 | ☆    | 2R 1:25 | TKO          | コムサン・カエウルエアン       | タイ           |                                               |
| 29           | 2024年7月20日  | ★    | 3R 2:50 | KO           | アンソニー・オラスクアガ       | アメリカ合衆国 | WBO世界フライ級王座決定戦                     |
| テンプレート |                |      |         |              |                                |                |                                               |